# Argusaugen
Etwas mit Argusaugen beobachten bedeutet:
- etwas unaufhörlich und unermüdlich zu beobachten,
- etwas nicht aus den Augen zu lassen.

Eine Redensart aus der griechischen Mythologie: Die Göttin Hera ließ Io, die in eine Kuh verwandelte Geliebte ihres Göttergatten Zeus, von dem Riesen Argos (latinisiert Argus), einem treuen Diener, bewachen. Sie wollte so verhindern, dass es zu Schäferstündchen zwischen Zeus und Io kam. Argus hatte hundert Augen, von denen jeweils nur ein Augenpaar schlief, während der Rest wachte. So konnte er Io immer im Blick behalten.
Auf Befehl des Zeus schläferte der Götterbote Hermes Argus mit seiner Panflöte ein und tötete ihn daraufhin mit seinem Schwert. Zur Erinnerung an Argus überführte die trauernde Göttin Hera seine hundert Augen in das Federkleid des Pfaus.